# Ansgar

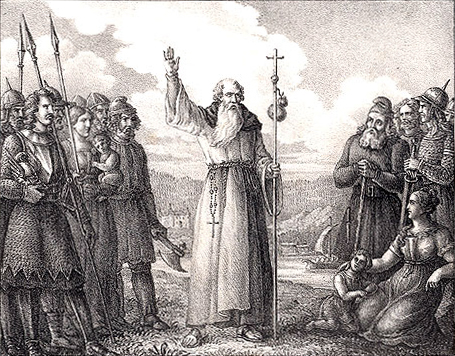
Misjonarz Ansgar naucza pogańskich Szwedów (Hugo Hamilton, 1830).

Ansgar, również: Oskar, Anscharius, Ansgar, Anskarius, Ansger (ur. 8 września 801 w Amiens, zm. 3 lutego 865 w Bremie) – średniowieczny mnich benedyktyński, arcybiskup Hamburga i Bremy, misjonarz i apostoł Północy (rozumianej jako Skandynawia), święty Kościoła katolickiego, ewangelickiego, anglikańskiego i prawosławnego.

## Życiorys
Wiadomości o Ansgarze pochodzą z jego biografii Vita Ansgarii (Żywot Świętego Ansgara) napisanej przez Rimberta (Rymberta bądź Ramberta), jego ucznia, następcę na stanowisku arcybiskupa.
W wieku siedmiu lat Ansgar miał widzenie, po którym poczuł powołanie do służby Bogu. Wychowując się w klasztorze, kiedy miał dwanaście lat złożył śluby zakonne. Był najpierw mnichem w Corbie w Pikardii, a następnie w Nowej Korbei (Corvey) w Westfalii. Kolejne objawienia skłoniły go do prowadzenia wyjątkowo ascetycznego życia, a później do skierowania swych kroków na północ Europy, aby głosić Słowo Boże wśród pogan szerząc chrześcijaństwo.
W 826 Ansgar razem z mnichem Aubertem, pojawił się w Danii z misją chrystianizacji. Panujący wówczas król Harald Klak, jako pierwszy władca skandynawski, przyjął z jego rąk chrześcijaństwo (826). Inna wersja zakłada, że wkrótce go stamtąd wygnano. W 829 mnich udał się do Birki w Szwecji, gdzie udało mu się założyć misję oraz przy pomocy zarządcy miasta Herigara wybudować kościół. Ansgar opuścił miasto w 831. Po powrocie wyświęcono go na biskupa Hamburga. Przez Grzegorza IV został mianowany legatem papieskim na kraje skandynawskie, od którego otrzymał paliusz metropolity z władzą mianowania biskupów. Jako „Apostoł Północy” ewangelizował Europę Północną. Zwalczał handel niewolnikami.
Po spustoszeniu przez Duńczyków Hamburga w 845 roku otrzymał biskupstwo w Bremie. Wkrótce, na pewien czas, powrócił do Szwecji, a potem ponownie do Danii, gdzie zastał już nieco korzystniejsze warunki do głoszenia Ewangelii.
Po powrocie do Danii swoją misję Ansgar wznowił jako doradca władcy duńskiego Eryka I Starego. Eryk zezwolił na wybudowanie kościoła w Hedeby, wczesnej miejskiej osadzie nordyckiej. Z Hedeby wyruszyła pierwsza chrześcijańska misja w Danii. Jej efektem było zbudowanie pierwszego duńskiego kościoła w Ribe.
Święty odznaczał się gorliwością i gotowością cierpienia w imię wiary w Chrystusa. Nie został jednak męczennikiem i zmarł śmiercią naturalną w wieku 64 lat. Działalność misyjna na terenach Skandynawii zaniknęła po jego śmierci na prawie dwieście lat.
Ansgar w sposób szczególny troszczył się o przesiedleńców, wdowy i sieroty. Według przekazów, jeszcze za życia uczynił wiele cudownych uzdrowień, jednak z pokory uważał siebie za grzesznika. Dobre uczynki oraz cuda dokonywał w tajemnicy.
Cześć oddawana mu była na tyle duża, że w dwa lata po śmierci papież Mikołaj I zaliczył go do grona świętych. Jego nieuległe rozkładowi relikwie do czasów reformacji były przechowywane w Hamburgu. Później złożono je w ziemi. Do dziś zachowały się tylko ich cząstki.
Obecnie kult świętego znacznie przygasł. Czczony jest przede wszystkim w Europie Zachodniej, podczas gdy w Cerkwi prawosławnej pozostaje praktycznie nieznany.

## Patronat
Jest patronem Skandynawii, archidiecezji hamburskiej, kościoła jego imienia w Hamburgu oraz kaplicy Bractwa Kapłańskiego Św. Piusa X w Letter.

## Dzień obchodów
W Danii ku czci świętego obchodzone jest 3 lutego święto narodowe, zwane na jego cześć „Ansgar”.
Pozostała część Kościoła Zachodu również wspomina świętego w dzienną rocznicę śmierci. W Bremie przeniesienie relikwii wspominane jest 9 września.
Wyznawcy prawosławia wspominają świętego biskupa 3/16 lutego, tj. 16 lutego według kalendarza gregoriańskiego.